# مانائوره (لا گواخیرا)
مانائوره (لا گواخیرا) (به اسپانیایی: Manaure, La Guajira) یک سکونتگاه مسکونی در کلمبیا است که در بخش لا گواخیرا واقع شده‌است.

## خصوصیات
مانائوره ۱٬۹۷۱ کیلومترمربع مساحت و ۶۸٬۵۷۸ نفر جمعیت دارد و ۳ متر بالاتر از سطح دریا واقع شده‌است.